# Rygeman

Herb

Rygeman – polski herb szlachecki z nobilitacji.

## Opis herbu
Opis herbu z wykorzystaniem zasad blazonowania, zaproponowanych przez Alfreda Znamierowskiego:
W polu klin srebrny, na którym lew wspięty, z prawej błękitnym gwiazda srebrna, z lewej czerwonym, gwiazda złota. Klejnot: lilia srebrna między dwoma skrzydłami orlimi, z prawej złotym, z lewej czerwonym. Labry barwy niewiadomej.

## Najwcześniejsze wzmianki
Nadany Dytrychowi, Bernardowi i Palmedasowi Rygemanom 26 czerwca 1596 roku.

## Herbowni
Ponieważ herb Rygeman był herbem własnym, prawo do posługiwania się nim przysługuje tylko jednemu rodowi herbownemu:
Rygeman.